# Grimpa-soques fumat
El grimpa-soques fumat (Dendrocincla fuliginosa) és una espècie d'ocell de la família dels furnàrids (Furnariidae) que habita la selva humida, manglars i altres formacions forestals del sud-est d'Hondures, est de Nicaragua, Costa Rica, Panamà, Colòmbia, Veneçuela, Trinitat i Tobago, oest i est de l'Equador, est del Perú, oest, centre i sud-oest del Brasil, Guaiana i nord i est de Bolívia.